# موداو
موداو (به آلمانی: Mudau) یک شهر در آلمان است که در نکار-ادنوالد واقع شده‌است. موداو ۴٬۸۳۳ نفر جمعیت دارد.